# Ranheim Fotball 2020
Questa voce raccoglie le informazioni riguardanti il Ranheim Fotball nelle competizioni ufficiali della stagione 2020.

## Stagione
A causa della pandemia di COVID-19, il 12 marzo 2020 è stato reso noto che la Norges Fotballforbund aveva inizialmente rinviato l'inizio dell'attività calcistica al 15 aprile. A seguito della decisione del ministero della cultura di vietare la ripresa delle attività fino al 15 giugno, i calendari del campionato sono stati ancora rimodulati. Il 19 maggio, il ministro della cultura Abid Raja ha confermato che la 1. divisjon sarebbe ricominciata la prima settimana di luglio. Il 12 giugno, Raja ha reso noto che sarebbe stata permessa una capienza massima di 200 spettatori. Dal 30 settembre, la capienza è stata aumentata a 600 spettatori, negli impianti dove potesse essere garantita la distanza interpersonale.
Il 10 settembre 2020, la Norges Fotballforbund – dopo diversi rinvii – ha dovuto annullare l'edizione stagionale del Norgesmesterskapet, a causa dell'impossibilità di disputare tutte le partite previste a causa della condensazione del calendario del campionato. Anche il calciomercato è stato organizzato quindi diversamente, con una sessione estiva e una autunnale.
Il Ranheim ha chiuso la stagione al 4º posto finale. In virtù di questo piazzamento, la squadra ha partecipato alle qualificazioni all'Eliteserien, partendo da gara 2: dopo aver superato l'Åsane in questo turno, il Ranheim si è arreso al Sogndal in gara 3. Erik Tønne è stato il calciatore più utilizzato in stagione, con le sue 32 presenze; è stato anche il miglior marcatore della squadra, con 13 reti realizzate.

## Maglie e sponsor
Lo sponsor tecnico per la stagione 2020 è stato Umbro, mentre lo sponsor ufficiale è stato SpareBank 1. La divisa casalinga era costituita da una maglietta blu con rifiniture bianche, pantaloncini bianchi e calzettoni blu. Quella da trasferta era invece costituita da una maglietta bianca, con pantaloncini blu e calzettoni bianchi. La terza divisa era completamente rossa, con rifiniture bianche.
| Casa | Trasferta | Terza divisa |

## Rosa
| N. |                     | Ruolo | Calciatore              |
| -- | ------------------- | ----- | ----------------------- |
| 1  | Norvegia (bandiera) | P     | Even Barli              |
| 2  | Norvegia (bandiera) | D     | Christian Eggen Rismark |
| 3  | Norvegia (bandiera) | D     | Daniel Kvande           |
| 4  | Norvegia (bandiera) | D     | Martin Lundal           |
| 5  | Norvegia (bandiera) | D     | Øyvind Alseth           |
| 6  | Norvegia (bandiera) | C     | Magnus Blakstad         |
| 7  | Norvegia (bandiera) | C     | Mads Reginiussen        |
| 8  | Norvegia (bandiera) | C     | Magnus Stamnestrø       |
| 9  | Norvegia (bandiera) | A     | Michael Karlsen         |
| 10 | Norvegia (bandiera) | C     | Vegard Erlien           |
| 11 | Norvegia (bandiera) | C     | Eirik Valla Dønnem      |
| 12 | Norvegia (bandiera) | P     | Magnus Lenes            |

| N. |                     | Ruolo | Calciatore             |
| -- | ------------------- | ----- | ---------------------- |
| 14 | Norvegia (bandiera) | D     | Torbjørn Heggem        |
| 15 | Norvegia (bandiera) | A     | Erik Tønne             |
| 16 | Norvegia (bandiera) | D     | Robert Williams        |
| 17 | Norvegia (bandiera) | C     | Sondre Sørløkk         |
| 18 | Norvegia (bandiera) | A     | Ivar Sollie Rønning    |
| 19 | Norvegia (bandiera) | C     | Ruben Kristensen Alte  |
| 20 | Norvegia (bandiera) | A     | Ole Sæter              |
| 21 | Norvegia (bandiera) | C     | Jakob Tromsdal         |
| 22 | Norvegia (bandiera) | A     | Sivert Solli           |
| 23 | Spagna (bandiera)   | C     | Adrià Mateo López      |
| 24 | Norvegia (bandiera) | C     | Magnus Sandvik Høiseth |
| 26 | Norvegia (bandiera) | D     | Sondre Langås          |

## Calciomercato

### Sessione invernale(dal 09/01 al 01/04)
| Arrivi           | Arrivi                 | Arrivi          | Arrivi        |
| R.               | Nome                   | da              | Modalità      |
| ---------------- | ---------------------- | --------------- | ------------- |
| D                | Martin Lundal          |                 | svincolato    |
| D                | Robert Williams        | Stjørdals-Blink | definitivo    |
| C                | Magnus Sandvik Høiseth | Orkla           | definitivo    |
| C                | Sondre Sørløkk         | Stjørdals-Blink | fine prestito |
| C                | Jakob Tromsdal         | Stjørdals-Blink | fine prestito |
| A                | Ole Sæter              |                 | svincolato    |
| A                | Sivert Solli           | Stjørdals-Blink | fine prestito |
| Altre operazioni |                        |                 |               |
| R.               | Nome                   | da              | Modalità      |
| D                | Glenn Walker           | Hødd            | fine prestito |
| C                | Fredrik Vinje          | Stjørdals-Blink | fine prestito |
| A                | Mats Lillebo           | Stjørdals-Blink | fine prestito |

| Partenze | Partenze           | Partenze        | Partenze      |
| R.       | Nome               | a               | Modalità      |
| -------- | ------------------ | --------------- | ------------- |
| D        | Aleksander Foosnæs |                 | svincolato    |
| D        | Ivar Furu          | Kristiansund BK | definitivo    |
| D        | Glenn Walker       |                 | svincolato    |
| C        | Olaus Skarsem      | Rosenborg       | fine prestito |
| C        | Fredrik Vinje      | Stjørdals-Blink | definitivo    |
| A        | Mushaga Bakenga    | Tromsø          | fine prestito |
| A        | Mats Lillebo       |                 | svincolato    |
| A        | Joachim Olufsen    |                 | svincolato    |
| A        | Kim Riksvold       |                 | svincolato    |
| A        | Ola Solbakken      | Bodø/Glimt      | definitivo    |
| A        | Erlend Sørhøy      | Kolstad         | definitivo    |
| A        | Øyvind Storflor    |                 | ritiro        |

### Sessione estiva(dal 10/06 al 30/06)
| Arrivi | Arrivi | Arrivi | Arrivi   |
| R.     | Nome   | da     | Modalità |
| ------ | ------ | ------ | -------- |

| Partenze | Partenze | Partenze | Partenze |
| R.       | Nome     | a        | Modalità |
| -------- | -------- | -------- | -------- |

### Tra la sessione estiva e la sessione autunnale
| Arrivi | Arrivi | Arrivi | Arrivi   |
| R.     | Nome   | da     | Modalità |
| ------ | ------ | ------ | -------- |

| Partenze | Partenze               | Partenze | Partenze |
| R.       | Nome                   | a        | Modalità |
| -------- | ---------------------- | -------- | -------- |
| C        | Magnus Sandvik Høiseth | Nardo    | prestito |

### Sessione autunnale(dall'08/09 al 05/10)
| Arrivi | Arrivi                  | Arrivi | Arrivi        |
| R.     | Nome                    | da     | Modalità      |
| ------ | ----------------------- | ------ | ------------- |
| D      | Christian Eggen Rismark | Brann  | definitivo    |
| C      | Magnus Sandvik Høiseth  | Nardo  | fine prestito |

| Partenze | Partenze | Partenze | Partenze |
| R.       | Nome     | a        | Modalità |
| -------- | -------- | -------- | -------- |

### Dopo la sessione autunnale
| Arrivi | Arrivi | Arrivi | Arrivi   |
| R.     | Nome   | da     | Modalità |
| ------ | ------ | ------ | -------- |

| Partenze | Partenze      | Partenze        | Partenze |
| R.       | Nome          | a               | Modalità |
| -------- | ------------- | --------------- | -------- |
| D        | Sondre Langås | Stjørdals-Blink | prestito |

## Risultati

### 1. divisjon

#### Girone di andata
| Arbitro: | Lien |

|                 |           |                                          |
| Stokke 49’, 68’ | Marcatori | 22’ Kvande 54’ Sollie Rønning 60’ Heggem |

| Arbitro: | Ekeli Valen |

|                                                                      |           |                                              |
| Reginiussen 25’, 90’ Sollie Rønning 52’ Tønne 75’ Karlsen 90’ (rig.) | Marcatori | 9’ Aga 33’ Jakobsen Hristov 45’ K. Mankowitz |

| Arbitro: | Bodding |

|  |           |                                   |
|  | Marcatori | 18’ Tønne 32’, 72’ Sollie Rønning |

| Arbitro: | Moen |

|           |           |                          |
| Tønne 63’ | Marcatori | 6’ Antonsen 48’ Kitolano |

| Arbitro: | Koløy |

|                                              |           |                                                   |
| Nymo Matland 39’ (rig.) M. Pedersen 66’, 89’ | Marcatori | 22’ Sollie Rønning 44’ Tønne 64’ Alseth 90’ Solli |

| Arbitro: | Lien |

|                                  |           |                           |
| Essaeh 67’ (aut.) Sæter 79’, 90’ | Marcatori | 15’ Essaeh 82’ Langrekken |

| Arbitro: | Huru Kellerhals |

|                                |           |            |
| Retsius Grødem 39’ Eriksen 85’ | Marcatori | 70’ Lundal |

| Arbitro: | Hafsås (Trondheim) |

|                                              |           |  |
| Karlsen 5’ (rig.) Reginiussen 56’ Lundal 80’ | Marcatori |  |

| Arbitro: | Medic |

|                                                            |           |             |
| Erlien 15’ Reginiussen 35’, 67’, 75’ (rig.) Tønne 69’, 90’ | Marcatori | 57’ Michael |

| Arbitro: | Bodding |

|                                               |           |  |
| Totland 1’ K. Hoven 28’, 89’ (rig.) Ndour 33’ | Marcatori |  |

| Arbitro: | Koløy |

|                                                                        |           |            |
| Sollie Rønning 12’ Tønne 31’ Blakstad 56’ Solli 75’ Karlsen 90’ (rig.) | Marcatori | 70’ Nordås |

| Arbitro: | Moen |

|               |           |                                                                 |
| Zernichow 15’ | Marcatori | 25’ Kvande 30’, 79’ Sæter 35’ Reginiussen 55’ (rig.), 85’ Tønne |

| Arbitro: | Berg |

|  |           |             |
|  | Marcatori | 87’ Stavrum |

| Arbitro: | Sinnes |

|                                        |           |                  |
| Ebiye 85’ Krogstad 90’ Lehne Olsen 90’ | Marcatori | 42’ Valla Dønnem |

| Arbitro: | Huru Kellerhals |

|                                    |           |                                     |
| Reginiussen 16’ Karlsen 89’ (rig.) | Marcatori | 20’ Torp 29’ Kristiansen 79’ Sundli |

#### Girone di ritorno
| Arbitro: | H. Røvig Sletner |

|  |           |                              |
|  | Marcatori | 31’ Sæter 90’ Sollie Rønning |

| Arbitro: | Lien |

|                                              |           |                  |
| Tønne 34’ (rig.) Reginiussen 54’ Sørløkk 82’ | Marcatori | 79’ (rig.) Udahl |

| Arbitro: | Tennøy |

|            |           |            |
| Nordås 13’ | Marcatori | 68’ Lundal |

| Arbitro: | Moen |

|             |           |  |
| Karlsen 70’ | Marcatori |  |

| Arbitro: | H. Røvig Sletner |

|                 |           |  |
| Kristiansen 79’ | Marcatori |  |

| Arbitro: | Medic |

|             |           |                |
| Sørløkk 90’ | Marcatori | 64’ Gustavsson |

| Arbitro: | Sinnes |

|              |           |  |
| Andersen 55’ | Marcatori |  |

| Arbitro: | Higraff |

|                             |           |                  |
| Karlsen 7’ (rig.) Tønne 15’ | Marcatori | 24’, 29’ Lillebo |

| Ågotnes 1º novembre 2020, ore 15:00 24ª giornata | Øygarden | 0 – 0 referto | Ranheim | Ågotnes Stadion (50 spett.)\| Arbitro: \| Tennøy \| |
| Arbitro:                                         | Tennøy   |               |         |                                                     |

| Arbitro: | Koløy |

|                                                                   |           |  |
| Reginiussen 12’ Karlsen 31’ Tønne 51’ Eggen Rismark 72’ Sæter 89’ | Marcatori |  |

| Raufoss 7 novembre 2020, ore 15:30 26ª giornata | Raufoss     | 0 – 0 referto | Ranheim | NAMMO Stadion (600 spett.)\| Arbitro: \| Ekeli Valen \| |
| Arbitro:                                        | Ekeli Valen |               |         |                                                         |

| Arbitro: | Aslam |

|             |           |           |
| Sanyang 77’ | Marcatori | 26’ Tønne |

| Arbitro: | Berg |

|           |           |             |
| Sæter 30’ | Marcatori | 74’ Eriksen |

| Arbitro: | Tennøy |

|                                         |           |  |
| Gundersen 15’ Espejord 34’ Antonsen 68’ | Marcatori |  |

| Arbitro: | Hauge |

|           |           |              |
| Sæter 69’ | Marcatori | 57’ Kronberg |

#### Qualificazioni all'Eliteserien
| Arbitro: | Eskås (Oslo) |

|                                               |           |                  |
| Sæter 20’ (rig.), 28’, 60’ Sollie Rønning 90’ | Marcatori | 52’ Wollen Steen |

| Arbitro: | Amland (Bergen) |

|                                 |           |                    |
| Kupen 25’ Michael 38’ Adams 78’ | Marcatori | 13’ Sollie Rønning |

## Statistiche

### Statistiche di squadra
| Competizione          | Punti | In casa | In casa | In casa | In casa | In casa | In casa | In trasferta | In trasferta | In trasferta | In trasferta | In trasferta | In trasferta | Totale | Totale | Totale | Totale | Totale | Totale | DR  |
| Competizione          | Punti | G       | V       | N       | P       | Gf      | Gs      | G            | V            | N            | P            | Gf           | Gs           | G      | V      | N      | P      | Gf     | Gs     | DR  |
| --------------------- | ----- | ------- | ------- | ------- | ------- | ------- | ------- | ------------ | ------------ | ------------ | ------------ | ------------ | ------------ | ------ | ------ | ------ | ------ | ------ | ------ | --- |
| 1. divisjon           | 47    | 15      | 8       | 4       | 3       | 39      | 19      | 15           | 5            | 4            | 6            | 22           | 22           | 30     | 13     | 8      | 9      | 61     | 41     | +20 |
| Qual. all'Eliteserien | -     | 1       | 1       | 0       | 0       | 4       | 1       | 1            | 0            | 0            | 1            | 1            | 3            | 2      | 1      | 0      | 1      | 5      | 4      | +1  |
| Totale                | -     | 16      | 9       | 4       | 3       | 43      | 20      | 16           | 5            | 4            | 7            | 23           | 25           | 32     | 14     | 8      | 10     | 66     | 45     | +21 |

### Andamento in campionato
| Giornata  | 1 | 2 | 3 | 4 | 5 | 6 | 7 | 8 | 9 | 10 | 11 | 12 | 13 | 14 | 15 | 16 | 17 | 18 | 19 | 20 | 21 | 22 | 23 | 24 | 25 | 26 | 27 | 28 | 29 | 30 |
| --------- | - | - | - | - | - | - | - | - | - | -- | -- | -- | -- | -- | -- | -- | -- | -- | -- | -- | -- | -- | -- | -- | -- | -- | -- | -- | -- | -- |
| Luogo     | T | C | T | C | T | C | T | C | C | T  | C  | T  | C  | T  | C  | T  | C  | T  | C  | T  | C  | T  | C  | T  | C  | T  | T  | C  | T  | C  |
| Risultato | V | V | V | P | V | V | P | V | V | P  | V  | V  | P  | P  | P  | V  | V  | N  | V  | P  | N  | P  | N  | N  | V  | N  | N  | N  | P  | N  |
| Posizione | 4 | 2 | 1 | 2 | 2 | 2 | 2 | 2 | 2 | 2  | 2  | 2  | 2  | 2  | 3  | 3  | 3  | 4  | 4  | 4  | 4  | 4  | 4  | 4  | 4  | 4  | 4  | 4  | 4  | 4  |

Fonte:  OBOS-ligaen 2020, su altomfotball.no, Altomfotball.
Legenda:

Luogo: C = Casa; T = Trasferta. Risultato: V = Vittoria; N = Pareggio; P = Sconfitta.

### Statistiche dei giocatori
| Giocatore          | 1. divisjon | 1. divisjon | 1. divisjon | 1. divisjon | Coppa nazionale | Coppa nazionale | Coppa nazionale | Coppa nazionale | Coppe europee | Coppe europee | Coppe europee | Coppe europee | Qual. all'Eliteserien | Qual. all'Eliteserien | Qual. all'Eliteserien | Qual. all'Eliteserien | Totale   | Totale | Totale      | Totale     |
| Giocatore          | Presenze    | Reti        | Ammonizioni | Espulsioni  | Presenze        | Reti            | Ammonizioni     | Espulsioni      | Presenze      | Reti          | Ammonizioni   | Espulsioni    | Presenze              | Reti                  | Ammonizioni           | Espulsioni            | Presenze | Reti   | Ammonizioni | Espulsioni |
| ------------------ | ----------- | ----------- | ----------- | ----------- | --------------- | --------------- | --------------- | --------------- | ------------- | ------------- | ------------- | ------------- | --------------------- | --------------------- | --------------------- | --------------------- | -------- | ------ | ----------- | ---------- |
| Ø. Alseth          | 25          | 1           | 1           | 0           |                 |                 |                 |                 |               |               |               |               | 1                     | 0                     | 0                     | 0                     | 26       | 1      | 1           | 0          |
| E. Barli           | 20          | -24         | 1           | 0           |                 |                 |                 |                 |               |               |               |               | 2                     | -4                    | 0                     | 0                     | 22       | -28    | 1           | 0          |
| M. Blakstad        | 19          | 1           | 1           | 0           |                 |                 |                 |                 |               |               |               |               | 2                     | 0                     | 0                     | 0                     | 21       | 1      | 1           | 0          |
| C. Eggen Rismark   | 13          | 1           | 1           | 0           |                 |                 |                 |                 |               |               |               |               | 2                     | 0                     | 1                     | 0                     | 15       | 1      | 2           | 0          |
| V. Erlien          | 23          | 1           | 2           | 0           |                 |                 |                 |                 |               |               |               |               | 2                     | 0                     | 0                     | 0                     | 25       | 1      | 2           | 0          |
| T. Heggem          | 28          | 1           | 0           | 0           |                 |                 |                 |                 |               |               |               |               | 2                     | 0                     | 0                     | 0                     | 30       | 1      | 0           | 0          |
| M. Karlsen         | 27          | 7           | 1           | 0           |                 |                 |                 |                 |               |               |               |               | 1                     | 0                     | 0                     | 0                     | 28       | 7      | 1           | 0          |
| S. Klingen Langås  | 2           | 0           | 0           | 0           |                 |                 |                 |                 |               |               |               |               | -                     | -                     | -                     | -                     | 2        | 0      | 0           | 0          |
| R. Kristensen Alte | 12          | 0           | 3           | 0           |                 |                 |                 |                 |               |               |               |               | 0                     | 0                     | 0                     | 0                     | 12       | 0      | 3           | 0          |
| D. Kvande          | 29          | 2           | 3           | 0           |                 |                 |                 |                 |               |               |               |               | 2                     | 0                     | 0                     | 0                     | 31       | 2      | 3           | 0          |
| M. Lenes           | 10          | -17         | 1           | 0           |                 |                 |                 |                 |               |               |               |               | 0                     | 0                     | 0                     | 0                     | 10       | -17    | 1           | 0          |
| A. López           | 18          | 0           | 2           | 0           |                 |                 |                 |                 |               |               |               |               | 1                     | 0                     | 0                     | 0                     | 19       | 0      | 2           | 0          |
| M. Lundal          | 22          | 3           | 2           | 0           |                 |                 |                 |                 |               |               |               |               | 0                     | 0                     | 0                     | 0                     | 22       | 3      | 2           | 0          |
| M. Reginiussen     | 28          | 10          | 4           | 0           |                 |                 |                 |                 |               |               |               |               | 2                     | 0                     | 0                     | 0                     | 30       | 10     | 4           | 0          |
| O. Sæter           | 19          | 8           | 4           | 0           |                 |                 |                 |                 |               |               |               |               | 1                     | 3                     | 0                     | 0                     | 20       | 11     | 4           | 0          |
| M. Sandvik Høiseth | 1           | 0           | 0           | 0           |                 |                 |                 |                 |               |               |               |               | 1                     | 0                     | 0                     | 0                     | 2        | 0      | 0           | 0          |
| S. Solli           | 28          | 2           | 2           | 0           |                 |                 |                 |                 |               |               |               |               | 1                     | 0                     | 0                     | 0                     | 29       | 2      | 2           | 0          |
| I. Sollie Rønning  | 17          | 7           | 0           | 0           |                 |                 |                 |                 |               |               |               |               | 2                     | 2                     | 0                     | 0                     | 19       | 9      | 0           | 0          |
| S. Sørløkk         | 21          | 2           | 2           | 0           |                 |                 |                 |                 |               |               |               |               | 2                     | 0                     | 0                     | 0                     | 23       | 2      | 2           | 0          |
| M. Stamnestrø      | 2           | 0           | 0           | 0           |                 |                 |                 |                 |               |               |               |               | 0                     | 0                     | 0                     | 0                     | 2        | 0      | 0           | 0          |
| E. Tønne           | 30          | 13          | 1           | 0           |                 |                 |                 |                 |               |               |               |               | 2                     | 0                     | 0                     | 0                     | 32       | 13     | 1           | 0          |
| J. Tromsdal        | 19          | 0           | 2           | 0           |                 |                 |                 |                 |               |               |               |               | 2                     | 0                     | 0                     | 0                     | 21       | 0      | 2           | 0          |
| E. Valla Dønnem    | 24          | 1           | 2           | 0           |                 |                 |                 |                 |               |               |               |               | 2                     | 0                     | 1                     | 0                     | 26       | 1      | 3           | 0          |
| R. Williams        | 21          | 0           | 2           | 0           |                 |                 |                 |                 |               |               |               |               | 2                     | 0                     | 0                     | 0                     | 23       | 0      | 2           | 0          |